# Selección de fútbol de Chipre
La selección de fútbol de Chipre (en griego: Εθνική ομάδα ποδοσφαίρου της Κύπρου, Ethnikí̱ omáda podosfaírou tis Kíprou) es el equipo representativo del país en las competiciones oficiales. Su organización está a cargo de la Asociación de Fútbol de Chipre, perteneciente a la UEFA. Juega de local en el estadio Antonis Papadopoulos en Larnaca y el actual seleccionador es el griego Akis Mantzios.

## Historia

### Comienzos
El fútbol llegó a Chipre a principios del siglo XX gracias a los ingleses que se encontraban en la isla. Debido a ello, fueron naciendo diversos clubes como el Anorthosis Famagusta en 1911 o el APOEL FC en 1926.
Tiempo después, en 1931, se organizó un campeonato de liga no oficial entre diversos clubes chipriotas, que tras tres años comenzó a ser regulado de manera oficial por la Asociación de Fútbol de Chipre (CFA, por sus siglas en inglés), que había nacido en 1934.
A pesar de que el fútbol se jugaba hace varios años, recién en 1948 la CFA se afilió a la FIFA, lo que le permitió jugar a la selección de fútbol de Chipre su primer partido oficial el 30 de julio de 1949 contra Israel en Tel-Aviv, donde cayeron por 3-1. Tras ello, Chipre no volvió a jugar un encuentro hasta lograr su independencia el 16 de agosto de 1960. En noviembre de ese mismo año, pudo participar de las clasificatorias al Mundial de 1962, y jugó en una eliminatoria ida y vuelta contra Israel. En el primer partido, jugado en Nicosia, empataron 1-1 tras las anotaciones de Mihalis Yasemis y de Boaz Kofman. A pesar del resultado, en la vuelta, Israel impuso su localía y goleó por 6-1. En el encuentro volvió a convertir Yasemis para Chipre.

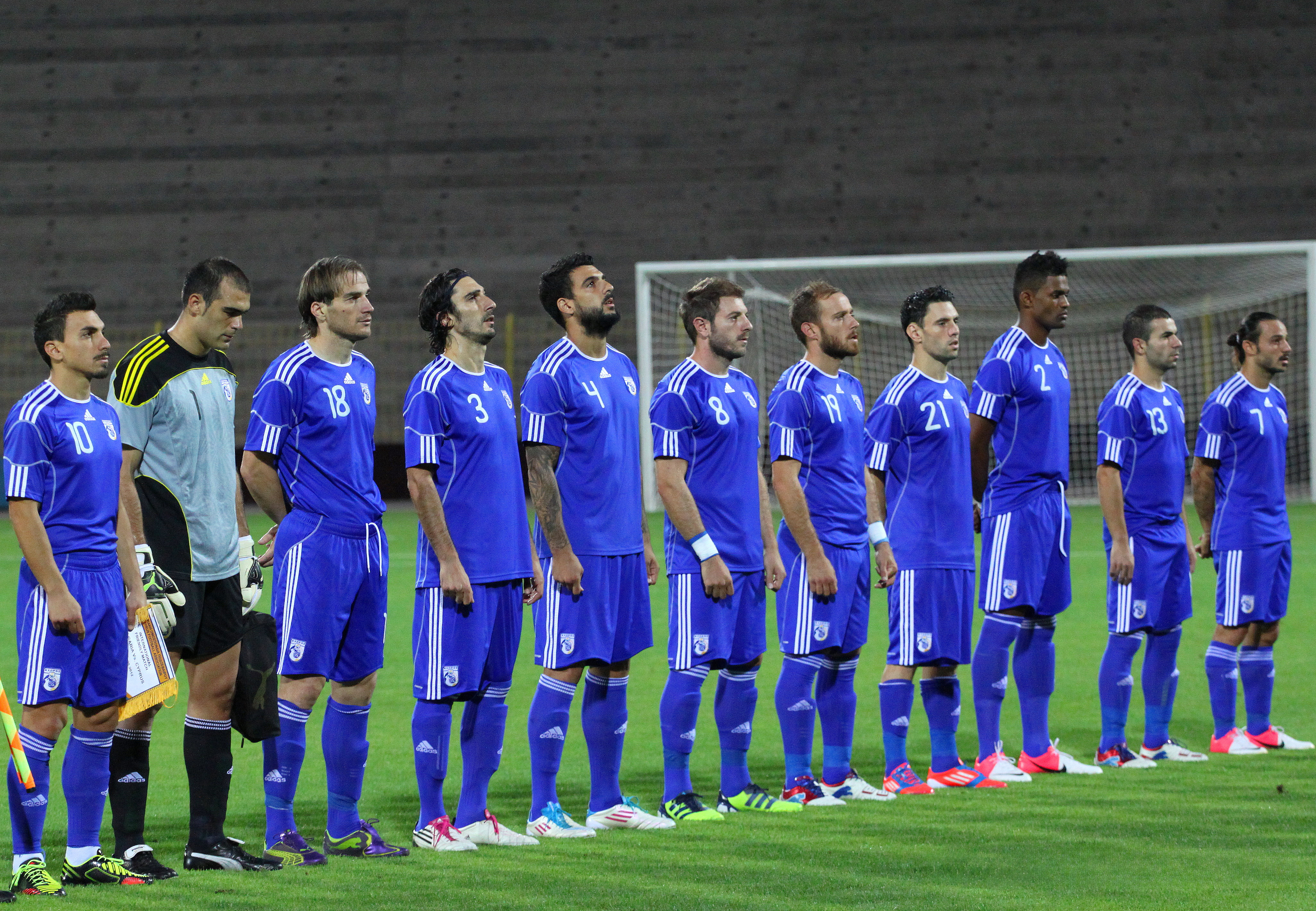
Alineación de Chipre durante un partido jugado en Sofía, Bulgaria, el 15 de agosto de 2012.

### Afiliación a la UEFA y primeras participaciones en clasificatorias
Tras participar en las clasificatorias al mundial de Chile, la CFA se afilió a la UEFA en 1962, lo que le permitió a la selección participar en las clasificatorias a la Eurocopa y a los clubes clasificar o a la Recopa de Europa o a la Copa de Europa. Además, el 27 de noviembre de 1963, Chipre logró su primera victoria oficial tras vencer por 3-1 a Grecia. Luego, consiguió derrotar por 2-0 al Líbano.
A pesar de estos triunfos, el seleccionado aún no podía enfrentar de buena forma a equipos consolidados de su federación, y durante las clasificatorias al Mundial de 1966, y tras quedar encuadrada en el Grupo 2, solo encajó derrotas y no convirtió goles. En el primer partido, frente a Alemania Federal, cayeron por 5-0 en Karlsruhe. Contra Suecia las cosas no mejoraron y en Norrköping fueron derrotados por 3-0. En los encuentros de vuelta, y a pesar de jugar de locales, cayeron por 0-5 contra los escandinavos y 6-0 frente a los alemanes.
Luego, participó en las clasificatorias a la Eurocopa 1968, en lo que era su primera participación en estas. En la Ronda Preliminar quedó encuadrada en el Grupo 6 junto a Italia, Suiza y Rumanía. Al igual que en las clasificatorias mundialistas, Chipre no logró un buen desempeño y quedó eliminado con una gran cantidad de goles en contra. Eso si, en estas clasificatorias, el seleccionado logró su primer triunfo en este tipo de torneos luego de derrotar por 2-1 a los suizos en Nicosia, el 17 de febrero de 1968. En este partido anotaron para Chipre Melis Asprou a los 22 minutos y Pambos Papadopoulos a los 46. El descuento suizo fue un autogol del capitán Costas Panayiotou.
En las clasificatorias a la Eurocopa 2000, Chipre sumó 12 puntos donde le ganó a España por 3-2 y quedó cuarto del grupo tras quedar a 2 puntos del repechaje.

## Últimos partidos y próximos encuentros
Actualizado al último partido jugado el 24 de marzo de 2025
| Fecha      | Ciudad     | Local          | Resultado | Visitante      | Competición                     |
| ---------- | ---------- | -------------- | --------- | -------------- | ------------------------------- |
| 08-06-2024 | Chisináu   | Moldavia       | 3:2 (1:0) | Chipre         | Partido amistoso                |
| 11-06-2024 | Serravalle | San Marino     | 1:4 (0:1) | Chipre         | Partido amistoso                |
| 06-09-2024 | Kaunas     | Lituania       | 0:1 (0:1) | Chipre         | Liga de Naciones UEFA 24/25     |
| 09-09-2024 | Lárnaca    | Chipre         | 0:4 (0:2) | Kosovo         | Liga de Naciones UEFA 24/25     |
| 12-10-2024 | Lárnaca    | Chipre         | 0:3 (0:3) | Rumania        | Liga de Naciones UEFA 24/25     |
| 15-10-2024 | Pristina   | Kosovo         | 3:0 (1:0) | Chipre         | Liga de Naciones UEFA 24/25     |
| 15-11-2024 | Lárnaca    | Chipre         | 2:1 (1:0) | Lituania       | Liga de Naciones UEFA 24/25     |
| 18-11-2024 | Bucarest   | Rumania        | 4:1 (2:0) | Chipre         | Liga de Naciones UEFA 24/25     |
| 21-03-2025 | Lárnaca    | Chipre         | 2:0 (0:0) | San Marino     | Clasificación Copa Mundial 2026 |
| 24-03-2025 | Zenica     | Bosnia y Herz. | 2:1 (1:1) | Chipre         | Clasificación Copa Mundial 2026 |
| 06-06-2025 | Plovdiv    | Bulgaria       | -:-       | Chipre         | Partido amistoso                |
| 10-06-2025 | Bucarest   | Rumania        | -:-       | Chipre         | Clasificación Copa Mundial 2026 |
| 06-09-2025 | TBD        | Austria        | -:-       | Chipre         | Clasificación Copa Mundial 2026 |
| 09-09-2025 | Lárnaca    | Chipre         | -:-       | Rumania        | Clasificación Copa Mundial 2026 |
| 09-10-2025 | Lárnaca    | Chipre         | -:-       | Bosnia y Herz. | Clasificación Copa Mundial 2026 |
| 12-10-2025 | Serravalle | San Marino     | -:-       | Chipre         | Clasificación Copa Mundial 2026 |
| 15-11-2025 | Lárnaca    | Chipre         | -:-       | Austria        | Clasificación Copa Mundial 2026 |
| 18-11-2025 | Lárnaca    | Chipre         | -:-       | Estonia        | Partido amistoso                |

## Estadísticas

### Copa Mundial de Fútbol
| Copa Mundial de Fútbol | Copa Mundial de Fútbol  | Copa Mundial de Fútbol  | Copa Mundial de Fútbol  | Copa Mundial de Fútbol  | Copa Mundial de Fútbol  | Copa Mundial de Fútbol  | Copa Mundial de Fútbol  |
| Año                    | Ronda                   | J                       | G                       | E                       | P                       | GF                      | GC                      |
| ---------------------- | ----------------------- | ----------------------- | ----------------------- | ----------------------- | ----------------------- | ----------------------- | ----------------------- |
| 1930 - 1958            | No existía la selección | No existía la selección | No existía la selección | No existía la selección | No existía la selección | No existía la selección | No existía la selección |
| 1962                   | No clasificó            | No clasificó            | No clasificó            | No clasificó            | No clasificó            | No clasificó            | No clasificó            |
| 1966                   | No clasificó            | No clasificó            | No clasificó            | No clasificó            | No clasificó            | No clasificó            | No clasificó            |
| 1970                   | No clasificó            | No clasificó            | No clasificó            | No clasificó            | No clasificó            | No clasificó            | No clasificó            |
| 1974                   | No clasificó            | No clasificó            | No clasificó            | No clasificó            | No clasificó            | No clasificó            | No clasificó            |
| 1978                   | No clasificó            | No clasificó            | No clasificó            | No clasificó            | No clasificó            | No clasificó            | No clasificó            |
| 1982                   | No clasificó            | No clasificó            | No clasificó            | No clasificó            | No clasificó            | No clasificó            | No clasificó            |
| 1986                   | No clasificó            | No clasificó            | No clasificó            | No clasificó            | No clasificó            | No clasificó            | No clasificó            |
| 1990                   | No clasificó            | No clasificó            | No clasificó            | No clasificó            | No clasificó            | No clasificó            | No clasificó            |
| 1994                   | No clasificó            | No clasificó            | No clasificó            | No clasificó            | No clasificó            | No clasificó            | No clasificó            |
| 1998                   | No clasificó            | No clasificó            | No clasificó            | No clasificó            | No clasificó            | No clasificó            | No clasificó            |
| 2002                   | No clasificó            | No clasificó            | No clasificó            | No clasificó            | No clasificó            | No clasificó            | No clasificó            |
| 2006                   | No clasificó            | No clasificó            | No clasificó            | No clasificó            | No clasificó            | No clasificó            | No clasificó            |
| 2010                   | No clasificó            | No clasificó            | No clasificó            | No clasificó            | No clasificó            | No clasificó            | No clasificó            |
| 2014                   | No clasificó            | No clasificó            | No clasificó            | No clasificó            | No clasificó            | No clasificó            | No clasificó            |
| 2018                   | No clasificó            | No clasificó            | No clasificó            | No clasificó            | No clasificó            | No clasificó            | No clasificó            |
| 2022                   | No clasificó            | No clasificó            | No clasificó            | No clasificó            | No clasificó            | No clasificó            | No clasificó            |
| 2026                   | Por disputarse          | Por disputarse          | Por disputarse          | Por disputarse          | Por disputarse          | Por disputarse          | Por disputarse          |
| Total                  | 0/22                    | -                       | -                       | -                       | -                       | -                       | -                       |

### Eurocopa
| Eurocopa | Eurocopa     | Eurocopa     | Eurocopa     | Eurocopa     | Eurocopa     | Eurocopa     | Eurocopa     |
| Año      | Ronda        | J            | G            | E            | P            | GF           | GC           |
| -------- | ------------ | ------------ | ------------ | ------------ | ------------ | ------------ | ------------ |
| 1960     | No participó | No participó | No participó | No participó | No participó | No participó | No participó |
| 1964     | No participó | No participó | No participó | No participó | No participó | No participó | No participó |
| 1968     | No clasificó | No clasificó | No clasificó | No clasificó | No clasificó | No clasificó | No clasificó |
| 1972     | No clasificó | No clasificó | No clasificó | No clasificó | No clasificó | No clasificó | No clasificó |
| 1976     | No clasificó | No clasificó | No clasificó | No clasificó | No clasificó | No clasificó | No clasificó |
| 1980     | No clasificó | No clasificó | No clasificó | No clasificó | No clasificó | No clasificó | No clasificó |
| 1988     | No clasificó | No clasificó | No clasificó | No clasificó | No clasificó | No clasificó | No clasificó |
| 1984     | No clasificó | No clasificó | No clasificó | No clasificó | No clasificó | No clasificó | No clasificó |
| 1992     | No clasificó | No clasificó | No clasificó | No clasificó | No clasificó | No clasificó | No clasificó |
| 1996     | No clasificó | No clasificó | No clasificó | No clasificó | No clasificó | No clasificó | No clasificó |
| 2000     | No clasificó | No clasificó | No clasificó | No clasificó | No clasificó | No clasificó | No clasificó |
| 2004     | No clasificó | No clasificó | No clasificó | No clasificó | No clasificó | No clasificó | No clasificó |
| 2008     | No clasificó | No clasificó | No clasificó | No clasificó | No clasificó | No clasificó | No clasificó |
| 2012     | No clasificó | No clasificó | No clasificó | No clasificó | No clasificó | No clasificó | No clasificó |
| 2016     | No clasificó | No clasificó | No clasificó | No clasificó | No clasificó | No clasificó | No clasificó |
| 2020     | No clasificó | No clasificó | No clasificó | No clasificó | No clasificó | No clasificó | No clasificó |
| 2024     | No clasificó | No clasificó | No clasificó | No clasificó | No clasificó | No clasificó | No clasificó |
| Total    | 0/17         | -            | -            | -            | -            | -            | -            |

### Liga de Naciones de la UEFA
| Liga de Naciones de la UEFA | Liga de Naciones de la UEFA | Liga de Naciones de la UEFA | Liga de Naciones de la UEFA | Liga de Naciones de la UEFA | Liga de Naciones de la UEFA | Liga de Naciones de la UEFA | Liga de Naciones de la UEFA | Liga de Naciones de la UEFA | Liga de Naciones de la UEFA |
| Año                         | L                           | G                           | Ronda                       | J                           | G                           | E                           | P                           | GF                          | GC                          |
| --------------------------- | --------------------------- | --------------------------- | --------------------------- | --------------------------- | --------------------------- | --------------------------- | --------------------------- | --------------------------- | --------------------------- |
| 2018-19                     | C                           | 3                           | Tercer lugar                | 6                           | 1                           | 2                           | 3                           | 5                           | 9                           |
| 2020-21                     | C                           | 1                           | Cuarto lugar                | 8                           | 2                           | 2                           | 4                           | 4                           | 10                          |
| 2022-23                     | C                           | 2                           | Cuarto lugar                | 6                           | 1                           | 2                           | 3                           | 4                           | 12                          |
| 2024-25                     | C                           | 2                           | Tercer lugar                | 6                           | 2                           | 0                           | 4                           | 4                           | 15                          |
| Total                       | Total                       | Total                       | 4/4                         | 26                          | 6                           | 6                           | 14                          | 17                          | 46                          |

## Jugadores

### Última convocatoria
Los siguientes jugadores fueron citados para los encuentros contra Bosnia y Herzegovina y San Marino en marzo de 2025.
| No. | Pos. | Jugador                  | Fecha de nacimiento (edad)        | Apa. | Goles | Club                 |
| --- | ---- | ------------------------ | --------------------------------- | ---- | ----- | -------------------- |
| 1   | POR  | Joël Mall                | 5 de abril de 1991 (34 años)      | 14   | 0     | Servette             |
| 13  | POR  | Demetris Demetriou       | 15 de enero de 1999 (26 años)     | 12   | 0     | Apollon Limassol     |
| 22  | POR  | Neofytos Michail         | 16 de febrero de 1993 (32 años)   | 15   | 0     | Pafos                |
|     |      |                          |                                   |      |       |                      |
| 3   | DEF  | Nikolas Panayiotou       | 12 de mayo de 2000 (25 años)      | 16   | 0     | Omonia Nicosia       |
| 4   | DEF  | Kostas Pileas            | 11 de diciembre de 1998 (26 años) | 10   | 1     | Pafos                |
| 7   | DEF  | Anderson Correia         | 6 de mayo de 1991 (34 años)       | 12   | 0     | Aris Limassol        |
| 14  | DEF  | Giorgos Malekkidis       | 14 de julio de 1997 (27 años)     | 5    | 0     | Apollon Limassol     |
| 15  | DEF  | Christos Sielis          | 2 de febrero de 2000 (25 años)    | 4    | 0     | Panetolikos          |
| 16  | DEF  | Stelios Andreou          | 24 de julio de 2002 (22 años)     | 24   | 0     | Charleroi            |
| 19  | DEF  | Konstantinos Laifis      | 19 de mayo de 1993 (32 años)      | 63   | 3     | APOEL Nicosia        |
|     | DEF  | Andreas Shikkis          | 13 de enero de 2002 (23 años)     | 0    | 0     | Omonia Aradippou     |
|     |      |                          |                                   |      |       |                      |
| 2   | MED  | Charalampos Kyriakou     | 20 de febrero de 1995 (30 años)   | 65   | 0     | Apollon Limassol     |
| 5   | MED  | Charalampos Charalampous | 4 de abril de 2002 (23 años)      | 19   | 1     | Omonia Nicosia       |
| 6   | MED  | Giannis Satsias          | 28 de diciembre de 2002 (22 años) | 5    | 1     | APOEL Nicosia        |
| 8   | MED  | Ioannis Kousoulos        | 14 de junio de 1996 (29 años)     | 43   | 4     | Omonia Nicosia       |
| 18  | MED  | Kostakis Artymatas       | 15 de abril de 1993 (32 años)     | 75   | 1     | Anorthosis Famagusta |
| 20  | MED  | Grigoris Kastanos        | 30 de enero de 1998 (27 años)     | 67   | 7     | Hellas Verona        |
|     | MED  | Hector Kyprianou         | 27 de mayo de 2001 (24 años)      | 10   | 0     | Peterborough United  |
|     |      |                          |                                   |      |       |                      |
| 9   | DEL  | Ioannis Pittas           | 10 de julio de 1996 (28 años)     | 47   | 8     | CSKA Sofía           |
| 10  | DEL  | Pieros Sotiriou          | 13 de enero de 1993 (32 años)     | 63   | 12    | APOEL Nicosia        |
| 11  | DEL  | Andronikos Kakoullis     | 3 de mayo de 2001 (24 años)       | 24   | 4     | Omonia Nicosia       |
| 12  | DEL  | Stavros Gavriel          | 29 de enero de 2002 (23 años)     | 3    | 0     | Zulte Waregem        |
| 17  | DEL  | Loizos Loizou            | 18 de julio de 2003 (21 años)     | 36   | 1     | Omonia Nicosia       |
| 21  | DEL  | Marinos Tzionis          | 16 de julio de 2001 (23 años)     | 31   | 3     | UTA Arad             |
|     | DEL  | Ruel Sotiriou            | 24 de agosto de 2000 (24 años)    | 1    | 0     | Bristol Rovers       |

### Jugadores con más participaciones
Actualizado en noviembre de 2023
| Posición | Jugador                    | Participaciones | Goles | Carrera       |
| -------- | -------------------------- | --------------- | ----- | ------------- |
| 1        | Ioannis Okkas              | 103             | 27    | 1997–2011     |
| 2        | Constantinos Charalambidis | 93              | 12    | 2003–2017     |
| 3        | Michalis Konstantinou      | 84              | 32    | 1997–2012     |
| 4        | Pambos Pittas              | 82              | 7     | 1987–1999     |
| 5        | Constantinos Makrides      | 77              | 5     | 2004–2016     |
| 6        | Nicos Panayiotou           | 74              | 0     | 1994–2006     |
| 7        | Demetris Christofi         | 72              | 9     | 2008–presente |
| 8        | Elias Charalambous         | 69              | 0     | 2002–2017     |
| 8        | Chrysis Michael            | 69              | 7     | 2000–2017     |
| 8        | Giorgos Theodotou          | 69              | 0     | 1996–2008     |

### Máximos goleadores de la selección
| Posición | Jugador                    | Goles | Apariciones | Promedio | Carrera       |
| -------- | -------------------------- | ----- | ----------- | -------- | ------------- |
| 1        | Michalis Konstantinou      | 32    | 86          | 0.37     | 1997–2012     |
| 2        | Ioannis Okkas              | 27    | 103         | 0.26     | 1997–2011     |
| 3        | Pieros Sotiriou            | 12    | 60          | 0.2      | 2012–presente |
| 3        | Constantinos Charalambidis | 12    | 93          | 0.13     | 2003–2017     |
| 5        | Efstathios Aloneftis       | 10    | 62          | 0.11     | 2005–2017     |
| 6        | Marios Agathokleous        | 9     | 38          | 0.24     | 1994–2003     |
| 6        | Demetris Christofi         | 9     | 72          | 0.13     | 2008–presente |
| 8        | Fivos Vrahimis             | 8     | 18          | 0.44     | 1977–1982     |
| 8        | Milenko Špoljarić          | 8     | 21          | 0.38     | 1997–2001     |
| 8        | Siniša Gogić               | 8     | 37          | 0.22     | 1994–1999     |
| 8        | Andreas Sotiriou           | 8     | 39          | 0.21     | 1991–1999     |

## Seleccionadores
A través de la historia han pasado diversos entrenadores de varias nacionalidades por la selección de fútbol de Chipre. Eso sí, la mayoría de los técnicos han sido de origen griego o chipriota.
El primer técnico del seleccionado fue el griego Argyrios Gavalas, que estuvo durante el período 1960-67. Tras él, han pasado otros catorce entrenadores por la banca del país euroasiático. El último encargado de dirigir al equipo es el griego Nikos Nioplias.
Referencia:
| Nombre                  | Período   |
| ----------------------- | --------- |
| Akis Mantzios           | 2025-     |
| Sofronis Avgousti       | 2024      |
| Temuri Ketsbaia         | 2022-2024 |
| Nikolaos Kostenoglou    | 2021–2022 |
| Johan Walem             | 2019–2021 |
| Ran Ben Shimon          | 2017–2019 |
| Christakis Christoforou | 2015–2017 |
| Pambos Christodoulou    | 2014–2015 |
| Michalis Hadjipieris    | 2013      |
| Nikos Nioplias          | 2011–2013 |
| Angelos Anastasiadis    | 2004–2011 |
| Momčilo Vukotić         | 2001–2004 |
| Stavros Papadopoulos    | 1999–2001 |
| Panikos Georgiou        | 1997–1999 |
| Andreas Michaelides     | 1991–1997 |
| Panikos Iakovou         | 1984–1991 |
| Vassil Spasov           | 1982–1984 |
| Kostas Talianos         | 1977–1982 |
| Panikos Krystallis      | 1976–1977 |
| Pambos Avraamidis       | 1972–1976 |
| Sima Milovanov          | 1972      |
| Ray Wood                | 1969–1971 |
| Pambos Avraamidis       | 1968–1969 |
| Argyrios Gavalas        | 1960–1967 |

## Uniforme
| Proveedor | Periodo   |
| --------- | --------- |
| Lotto     | 1994–2000 |
| Errea     | 2000–2002 |
| Umbro     | 2002–2006 |
| Diadora   | 2006–2008 |
| Adidas    | 2008–2018 |
| Macron    | 2018–     |